# Judita Nagyová
Judita Nagyová es una mezzosoprano eslovaca. Es un miembro versátil de la Ópera de Fráncfort, que ha aparecido en teatros de ópera y festivales europeos. Participó en el estreno mundial de Der Mieter de Arnulf Herrmann.

## Carrera
Nacida en Galanta, estudió en el Conservatorio de Bratislava. Fue premiada en concursos internacionales como el International Hans Gabor Belvedere 2009 en Viena, donde logró el premio especial de la Deutsche Oper am Rhein. Se unió al estudio de la compañía de 2009 a 2011. Luego se trasladó a la Staatstheater Nürnberg, actuando como Segunda Dama en La flauta mágica de Mozart, Orlofsky en El murciélago de Johann Strauss, Mercédès en Carmen de Bizet, Schwertleite y Floßhilde en El anillo del nibelungo de Wagner, y Krista en El caso Makropulos de Janáček, interpretando el último papel también en La Fenice de Venecia. En 2012, interpretó el papel homónimo en Aecio de Handel en el Festival Internacional de Ópera de Gluck.
En 2014, se mudó a la Ópera de Fráncfort, donde apareció como Hansel en Hansel y Gretel de Humperdinck y como Dryade en Ariadna en Naxos de Richard Strauss. También actuó allí como Martha en Iolanta de Tchaikovski, Hannah en La pasajera de Weinberg, Anna en Los troyanos de Berlioz, Geneviève en Peleas y Melisande de Debussy, Cherubino en Las bodas de Fígaro de Mozart, Pippo en La gazza ladra de Rossini, la Anciana en Julieta de Martinů que se grabó en directo, y Tisbe en La Cenicienta de Rossini. Participó en el estreno mundial de Der Mieter de Arnulf Herrmann y actuó como Chica del establo en Los hijos del rey de Humperdinck en 2021.
Apareció por primera vez en el Wiener Festwochen como Hannah en La pasajera en mayo de 2016. Ha aparecido en el Concertgebouw de Ámsterdam y en el Festival de Ópera de Wexford. En el Bregenzer Festspiele, actuó como Mercédès. En el Festival de Verano de Tirol en Erl, apareció como Ježibaba en Rusalka, y como Erda en El oro del Rin de Wagner, dirigida por Brigitte Fassbaender.
El 10 de marzo de 2022, fue solista contralto en el final de la Novena Sinfonía de Beethoven en un concierto benéfico para Ucrania en la Alte Oper de Fráncfort, con la hr-Sinfonieorchester dirigida por Juraj Valčuha.